# Sylvain Curinier
Sylvain Georges Michel Curinier (ur. 15 marca 1969 w Lons-le-Saunier) – francuski kajakarz górski. Srebrny medalista olimpijski z Barcelony.
Zawody w 1992 były jego jedynymi igrzyskami olimpijskimi. W Barcelonie zajął drugie miejsce w rywalizacji kajakarzy w jedynce. Zdobył srebrny medal mistrzostw świata w 1993 w drużynie kajakarzy (K-1). Po zakończeniu kariery sportowej pracował jako szkoleniowiec, m.in. z zawodnikami z francuskiej kadry narodowej.